# ماركوس هانسن
ماركوس هانسن (بالدنماركية: Marcus Sander Hansen)‏ (و. 2000  م) هو دراج دنماركي، ولد في Greve Strand ‏.

## التعليم
تعلم في Greve Privatskole ‏، وتعلم في Falkonergårdens Gymnasium ‏
.

## التصنيف
| السنة     | 2019 | 2020 | 2021 | 2022 | 2023 | 2024 |
| --------- | ---- | ---- | ---- | ---- | ---- | ---- |
| عالمي     | 2755 | 1791 | 847  | 1455 | -    | 1587 |
| أوروبا    | 1715 | 1321 | 652  | 991  | -    | -    |
|           |      |      |      |      |      |      |
| مصدر: UCI |      |      |      |      |      |      |

## سجل الفوز

### سباقات أو مراحل فاز بها
| التاريخ        | السباق                                                                        | المركز                      |
| -------------- | ----------------------------------------------------------------------------- | --------------------------- |
| 22 يونيو 2019  | سباق الطريق ضد الساعة للرجال تحت 23 سنة في بطولة الدنمارك لسباق الدراجات 2019 | المرتبة 14 في التصنيف العام |
| 23 يونيو 2019  | سباق الطريق للرجال تحت 23 سنة في بطولة الدنمارك لسباق الدراجات 2019           | السابع في التصنيف العام     |
| 26 يوليو 2020  | #HurtigJoakimLøbet 2.0                                                        |                             |
| 13 سبتمبر 2020 | سباق الطريق للرجال تحت 23 سنة في بطولة الدنمارك لسباق الدراجات 2020           | الثامن في التصنيف العام     |
| 05 أبريل 2021  | 2021 Bache Grand Prix                                                         | الرابع في التصنيف العام     |
| 11 أبريل 2021  | 2021 CO:Play Grand Prix                                                       | الثاني في التصنيف العام     |
| 08 مايو 2021   | 2021 FBL Grand Prix Ejner Hessel                                              | الأول في التصنيف العام      |
| 30 مايو 2021   | فيين روندت 2021                                                               | الخامس في التصنيف العام     |
| 17 يونيو 2021  | سباق الطريق ضد الساعة للرجال في بطولة الدنمارك 2021                           | التاسع في التصنيف العام     |
| 29 أغسطس 2021  | سكايف لوبيت 2021                                                              | الثالث في التصنيف العام     |
| 16 أكتوبر 2021 | سباق الطريق ضد الساعة للرجال تحت 23 سنة في بطولة الدنمارك لسباق الدراجات 2021 | الثاني في التصنيف العام     |
| 30 أبريل 2022  | 2022 PWZ Zuidenveld Tour                                                      |                             |
| 03 فبراير 2023 | طواف السعودية 2023                                                            |                             |